# Microchilus rioesmeraldae
Microchilus rioesmeraldae är en orkidéart som beskrevs av Paul Ormerod. Microchilus rioesmeraldae ingår i släktet Microchilus och familjen orkidéer. Inga underarter finns listade i Catalogue of Life.